# ألبرتو غراسي
ألبرتو غراسي (بالإيطالية: Alberto Grassi) (7 مارس 1995 بريشا إيطاليا - ) هو لاعب كرة قدم إيطالي يلعب كلاعب وسط.

## وصلات خارجية
ألبرتو غراسي على موقع الاتحاد الأوربي (الإنجليزية)
- ألبرتو غراسي على موقع قاعدة بيانات كرة القدم.إي يو (الإنجليزية)
- ألبرتو غراسي على موقع Soccerway.com (الإنجليزية)
- ألبرتو غراسي على موقع عالم كرة القدم.نت (الإنجليزية)
- ألبرتو غراسي على موقع AS.com (الإسبانية)